# جيروذ الليغني
جيروذ الليغني (الاسم العلمي:Neotoma magister) هي نوع من الحيوانات تتبع جنس الجيروذ من فصيلة الفأرية.